# Salix baileyi
Salix baileyi — вид квіткових рослин із родини вербових (Salicaceae).

## Морфологічна характеристика
Це дерево; кора сіра, бороздчаста. Гілочки зелені чи червонуваті, голі. Листкова пластина ланцетоподібна, найширша в середині, ≈ 7.5 × 1.3 см, абаксіально (низ) блідо-зелена, гола, адаксіально зелена, край пилчастий, верхівка довго загострена; край цільний або неправильно залозисто-зубчастий, верхівка тупа чи гостра; листкова ніжка ≈ 1 см; прилистки відсутні чи дуже дрібні. Жіночі сережки циліндричні, ≈ 5 × 1 см.

## Середовище проживання
Південно-Центральний і Південно-Східний Китай. На висотах 500–600 метрів.